# كأس السويد 2011
كأس السويد 2011 (بالسويدية: Svenska cupen i fotboll 2011)‏ هو موسم من كأس السويد. أقيم خلال الفترة 2011 وحتى 5 نوفمبر 2011، وأشرف على تنظيمه اتحاد السويد لكرة القدم، وكان عدد الأندية المشاركة فيه 98، وفاز فيه نادي هلسينغبورغ.

## نتائج الموسم
| المركز | فريق            | لعب | ف | ت | خ | له | عليه | ف.أ | نقاط | ملاحظة |
| ------ | --------------- | --- | - | - | - | -- | ---- | --- | ---- | ------ |
|        | نادي هلسينغبورغ |     |   |   |   |    |      |     |      |        |